# Piz Tarantschun
Der Piz Tarantschun ist ein Berg der Splügener Kalkberge im Schweizer Kanton Graubünden.
Der Berg liegt westlich über der Gemeinde Wergenstein im Val Schons, der Pass liegt auf dem Gebiet der Gemeinden Mathon und Wergenstein.
Nördlich des Piz Tarantschun liegt auf 2605 Metern der Carnusapass, ein Passübergang von Wergenstein nach Safien.
Wie die gesamten Splügener Kalkberge ist der Piz Tarantschun von Steinwüsten und Geröllhalden geprägt.

## Karte
- Landeskarte 1:25'000 Blatt 1235 Andeer